# یوسی‌سی
یوسی‌سی (انگلیسی: UCC) شرکت صنایع غذایی ژاپنی است، که در سال ۱۹۳۳ تأسیس شد.